# Christoph Kaempf
Christoph Kaempf (* 22. Februar 1913 in Löbau Sa.; † 1. Mai 2001 in Heidelberg) war ein deutscher Jurist und Japanologe.

## Leben
Bei der Reifeprüfung am Gymnasium Löbau erhielt Kaempf für beste Leistungen in Mathematik den 1. Preis des Sächsischen Kultusministers. An der Universität Leipzig, der Universität Brünn und der Eberhard Karls Universität Tübingen studierte er ein Semester Mathematik und anschließend Rechtswissenschaft sowie von Anfang an ostasiatische Sprachen. Er wurde Mitglied des Corps Lusatia Leipzig, des Corps Marchia Brünn und des Corps Rhenania Tübingen. Die 1. Juristische Staatsprüfung legte er am Oberlandesgericht Dresden ab, wurde an der Universität Leipzig zum Dr. iur. promoviert. An der Friedrich-Wilhelms-Universität zu Berlin legte er die Diplomprüfung für Japanisch ab. 
Zwischen November 1933 und Juni 1937 war er Mitglied der SA. Am 28. Oktober 1937 beantragte er die Aufnahme in die NSDAP und wurde zum 1. März 1938 aufgenommen (Mitgliedsnummer 5.518.666). Seit dem 25. Januar 1939 war er Mitglied der SS. In der zitierten Literatur finden sich keine Angaben zu seiner Entnazifizierung. 
Von 1937 bis 1938 leistete er den Vorbereitungsdienst am Deutschen Generalkonsulat Kobe-Osaka in Japan. Nach zwei Jahren als Soldat im Westfeldzug war er 1941 für die Presseabteilung des Ostasienreferats des Auswärtigen Amtes uk gestellt. Den Rest des Krieges verbrachte er als Offizier an der Ostfront. Nach der Entlassung aus sowjetischer Kriegsgefangenschaft im Jahre 1949 nahm er bis 1953 einen Lehrauftrag für Japanologie an der Universität Tübingen an. In den nächsten zehn Jahren nahm er Lehrtätigkeiten an den Fakultäten für Allgemeinbildung, Rechtswissenschaft und Literatur der Universität Kyoto wahr. 1955 war er Mitgründer und von 1956 bis 1978 Direktor des Deutsch-Japanischen Kulturinstituts in Kyoto sowie von 1963 von 1978 in Personalunion Leiter einer Zweigstelle des Goethe-Instituts. Nach seiner Pensionierung ließ sich Christoph Kaempf als freier Schriftsteller in Grein (Neckarsteinach) nieder. Er war verheiratet mit einer Tochter des Nobelpreisträgers Richard Kuhn.

## Ehrungen
- Orden der Aufgehenden Sonne